# 5206 Kodomonomori
5206 Kodomonomori este un asteroid din centura principală de asteroizi.

## Descriere
5206 Kodomonomori este un asteroid din centura principală de asteroizi. A fost descoperit pe 7 martie 1988 la Gekko de Yoshiaki Ōshima. El prezintă o orbită caracterizată de o semiaxă mare de 2,61 ua, o excentricitate de 0,10 și o înclinație de 13,0° în raport cu ecliptica.